# Vierschaar

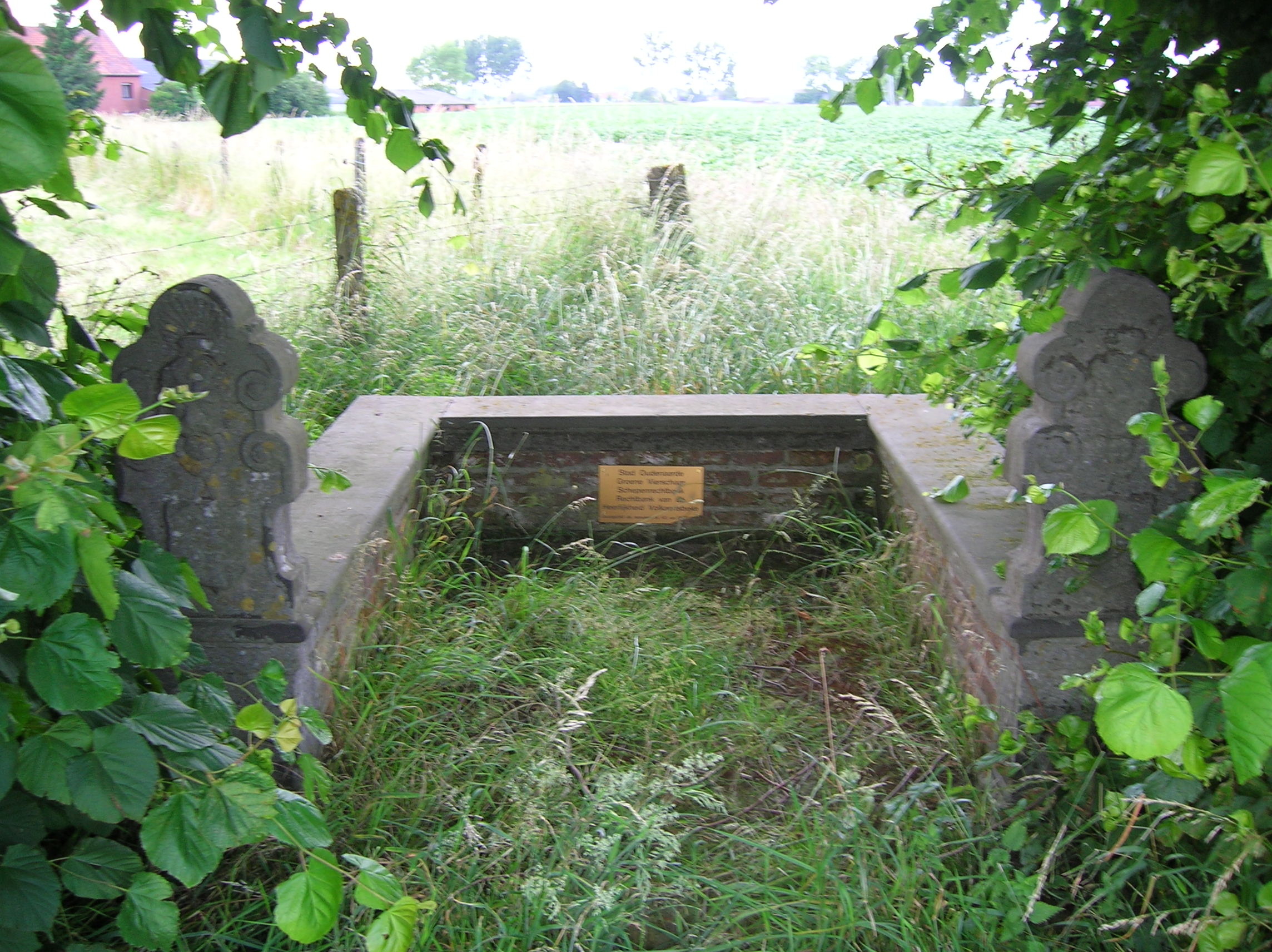
Vierschaar in de open lucht te Moregem

Een vierschaar is het gerechtelijk bestuur van een plaatselijk gebied in de gewesten van de Lage Landen tijdens de middeleeuwen en het ancien régime. Aangezien 'bestuur' op dat ogenblik nog niet was opgedeeld volgens het principe van de scheiding der machten (wetgevende, uitvoerende en rechterlijke macht), maakte de rechtspraak integraal deel uit van de taken van het bestuur. De hoge jurisdictie (hoge vierschaar) berustte vaak bij de graaf, de middelbare en lage jurisdictie (lage vierschaar) bij de plaatselijke ambachtsheer. Ook de plaats en de wijze waarop het gerechtelijk bestuur bijeen kwam werd vierschaar genoemd.

## Ontstaan

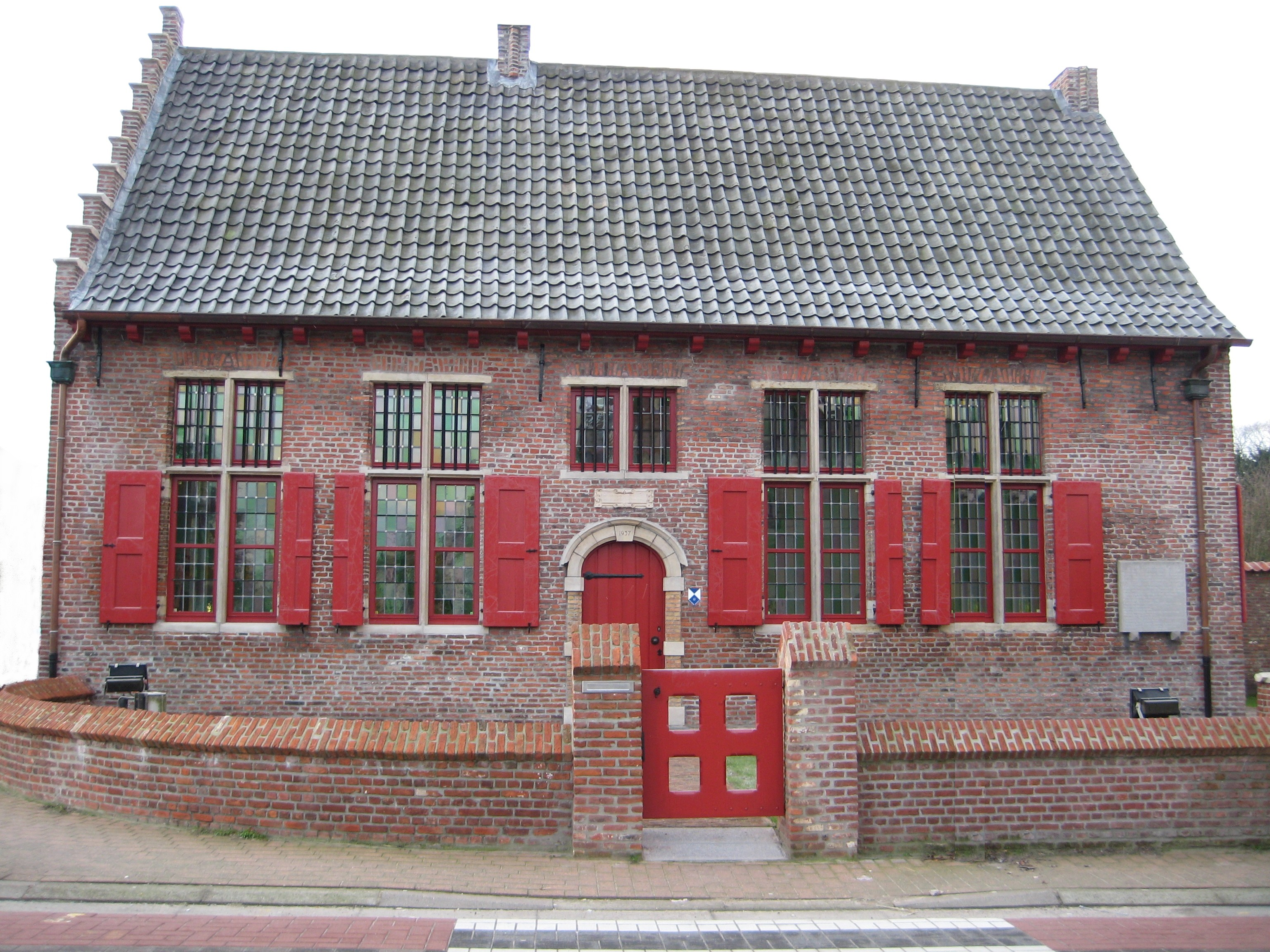
Vierschaar te Wachtebeke

Vanaf de middeleeuwen lieten zowel de graaf als de lagere heren hun rechterlijke bevoegdheid door anderen waarnemen.
De hogere rechtspraak werd namens de graaf waargenomen door de baljuw. De lagere rechtspraak werd namens de heer uitgeoefend door schout en schepenen.
- De schout of baljuw trad op als voorzitter en (eventueel) aanklager.
- De schepenen vormden samen de schepenbank en traden op als jury en rechters.

### Etymologie

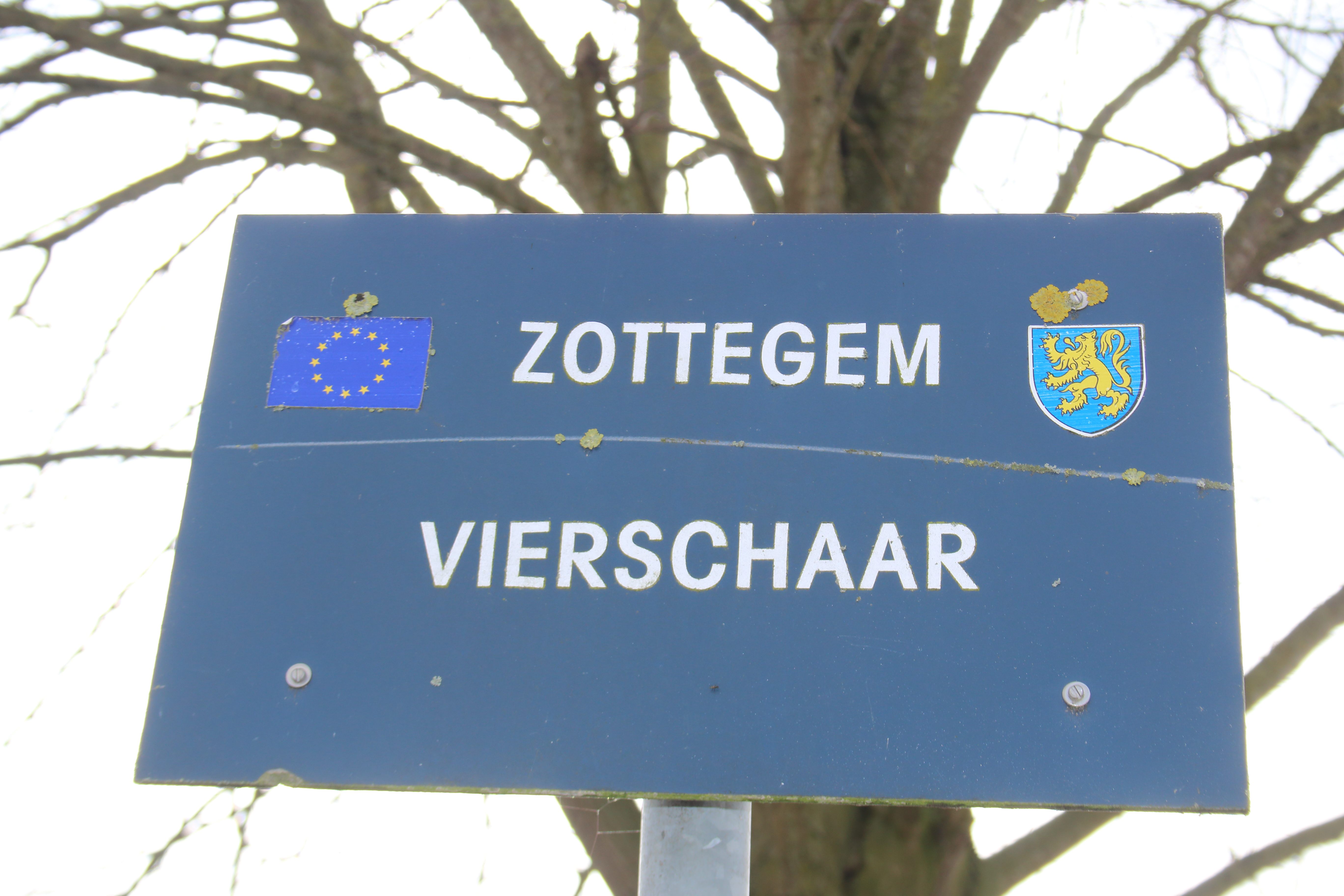
Vierschaar in Zottegem

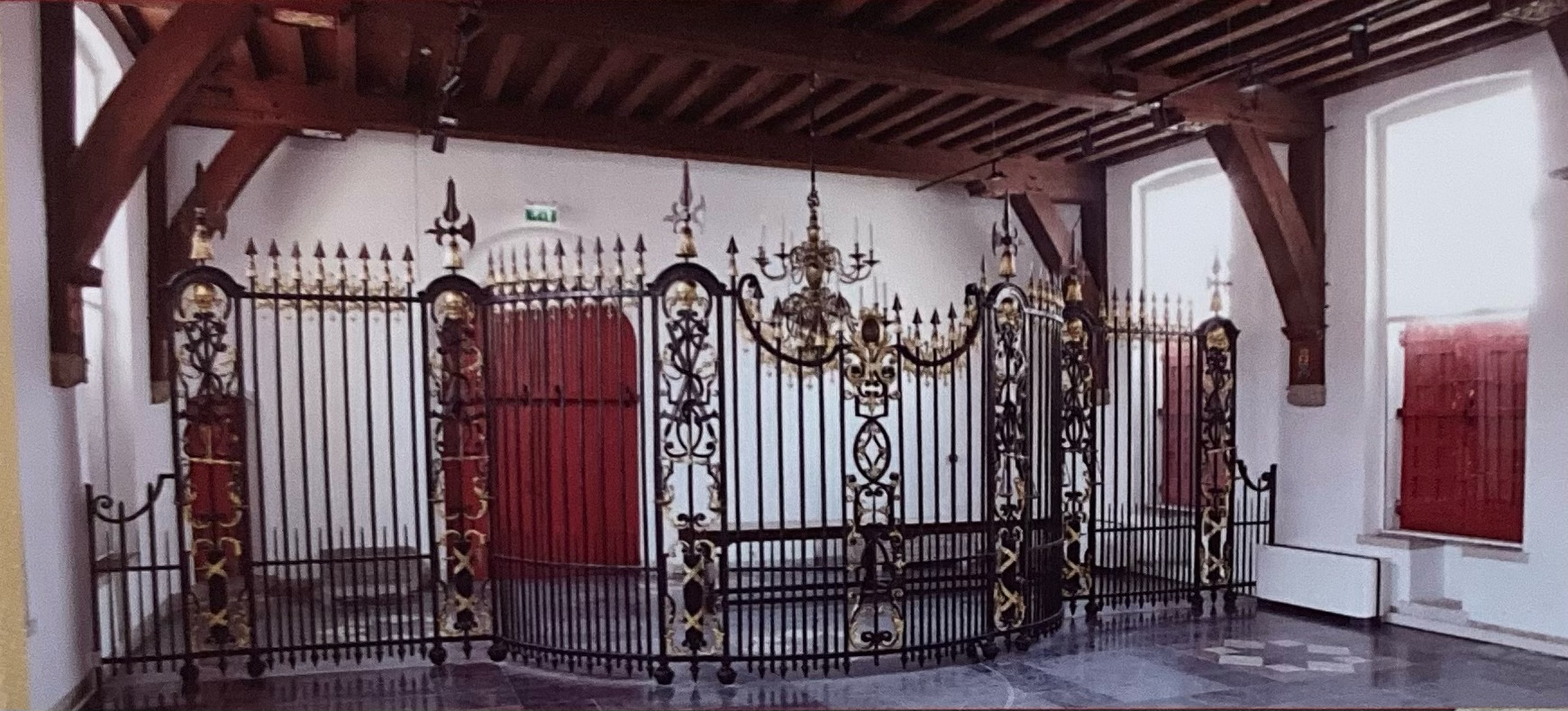
Rijkversierd vierschaarhek in het belfort van Sluis

Oorspronkelijk werd er buiten recht gesproken, traditioneel onder een linde (waarin de godin Freya zou huizen en bescherming zou bieden aan de gemeenschap). Bij die boom waren vier banken in een vierkant geplaatst, waarop een traditioneel vastgelegd aantal (7, 9, 12) gezworenen (schepenen, welgeboren mannen) plaats namen. In het midden stond dan de beschuldigde tussen vier gespannen touwen. De meningen lopen uiteen of de naam vierschaar afkomstig is van het vierkant dat werd gevormd door de touwen of verwijst naar de vier banken waarbinnen recht werd gesproken.

### Overgeleverde uitdrukkingen
Met 'spannen' (wat sluiten betekent) in de uitdrukking 'de vierschaar spannen' wordt hoogstwaarschijnlijk bedoeld: het met een touw omgeven van de banken, waarbinnen de beschuldigde stond.
De uitdrukking 'een geding aanspannen' (zie ook ding) herinnert nog aan deze praktijk.
In Vlaanderen werd een vierschaar 'gebannen', waarmee bedoeld werd dat zij plechtig werd bijeengeroepen.

## Schepenzaal

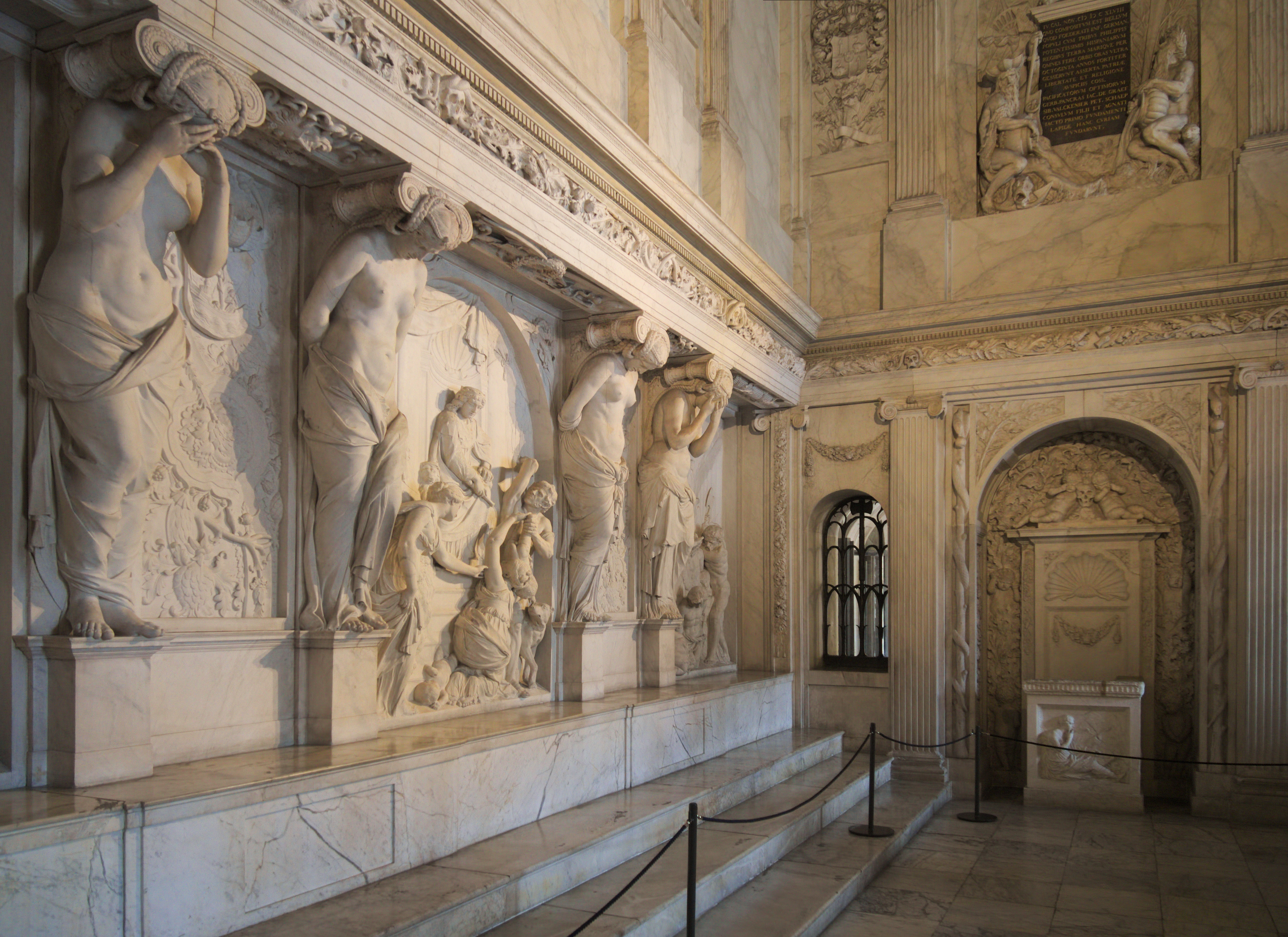
Schepenbank in de vierschaar van Amsterdam

Later werd een vierschaar vaak ondergebracht in een gebouw, zoals de vierschaar van Wachtebeke. In veel plaatsen werd in het stadhuis of raadhuis een aparte zaal ingericht voor de rechtspraak. Vanaf de zeventiende eeuw werd het gebruik van het woord vierschaar voor de zaal waarin recht werd gesproken in veel plaatsen vervangen door 'schepenzaal'. Het voornaamste stuk inrichting van deze zalen betrof de schepenbank, die werd gezien als een belangrijk symbool voor de rechtspraak. Op deze soms zeer rijk bewerkte bank werd tijdens de zittingen plaats genomen door de rechtsprekende schepenen en hun voorzitter, de schout.
Overigens kan er verwarring ontstaan uit het feit dat sommige stadhuizen, zoals het zeventiende-eeuwse stadhuis van Amsterdam, beschikten over twee zalen waarin recht werd gesproken. Daarbij werd voor de zaal waarin de beraadslagingen voor rechtspraak plaatsvonden de naam schepenzaal gehanteerd, terwijl de zaal waarin het vonnis werd uitgesproken de vierschaar werd genoemd. Ook het stadhuis in Den Haag beschikt over twee schepenzalen, waabij de oudste de vierschaar, maar ook de schepenzaal wordt genoemd, terwijl de achttiende-eeuwse zaal uitsluitend de schepenzaal wordt genoemd.
In het belfort van Sluis staat een rijk versierd vierschaarhek dat afkomstig is uit Middelburg. Het werd rond 1765 vervaardigd door F. Henry Lievens naar een ontwerp van de Antwerpse architect Jan Pieter van Bauerscheidt de Jonge. Het is rijkelijk voorzien van symbolen die het gezag en de afschrikwekkende werking van het gerecht voorstellen (doodshoofden, weegschalen, enz.).

## Jurisdictie
Bij uitbreiding betekende vierschaar ook het gebied waarbinnen het gezag van de schepenen gold. Een heerlijkheid was immers niet aan parochiegrenzen verbonden, maar kon twee of meer parochies omvatten, of slechts de helft ervan, of delen van verschillende parochies (die dan nog niet eens onderling verbonden hoefden te zijn). Ook kon de heer een al te grote heerlijkheid opdelen in verschillende vierscharen.
Nu waren de oorspronkelijke heerlijkheden relatief groot geweest, maar door het opsplitsen ervan onder erfgenamen, en ook wel door de verkoop van stukken ervan, waren ze in de loop der tijden op nogal wat plaatsen volledig versplinterd geraakt. Voor dergelijke kleine stukken was een gescheiden rechtspraak zowat onmogelijk geworden, en daarom ging men er in de veertiende eeuw geleidelijk toe over om die rechtspraak per parochie te organiseren. Verantwoordelijk hiervoor was die heer op wiens heerlijkheid de kerk stond, en die men daarom als dorpsheer ging betitelen.
In Zeeland stond in de late middeleeuwen aan het hoofd van de Zeeuwse rechtspraak de grafelijke Hoge Vierschaar van Zeeland, die de algehele hoge rechtsmacht in Zeeland had en verantwoordelijk was voor de berechting van zware misdrijven als verkrachting en doodslag. De graaf van Zeeland (of zijn zoon als plaatsvervanger) trad in de Hoge Vierschaar als rechter samen met de grote ambachtsheren. De Hoge Vierschaar trad niet op in Middelburg, Zierikzee en Reimerswaal. Deze steden kenden een eigen stedelijke rechtspraak.

## Franse Revolutie
Het is pas onder de Franse Revolutie dat de kerkelijke grenzen ook overheidsgrenzen werden, toen de parochies werden omgevormd tot gemeenten (dit verklaart meteen waarom deze laatste zo onregelmatig gevormd zijn en zo sterk in grootte kunnen verschillen), de heerlijkheden afgeschaft werden, en de rechtspraak volledig aan de staat kwam.

## Galerij

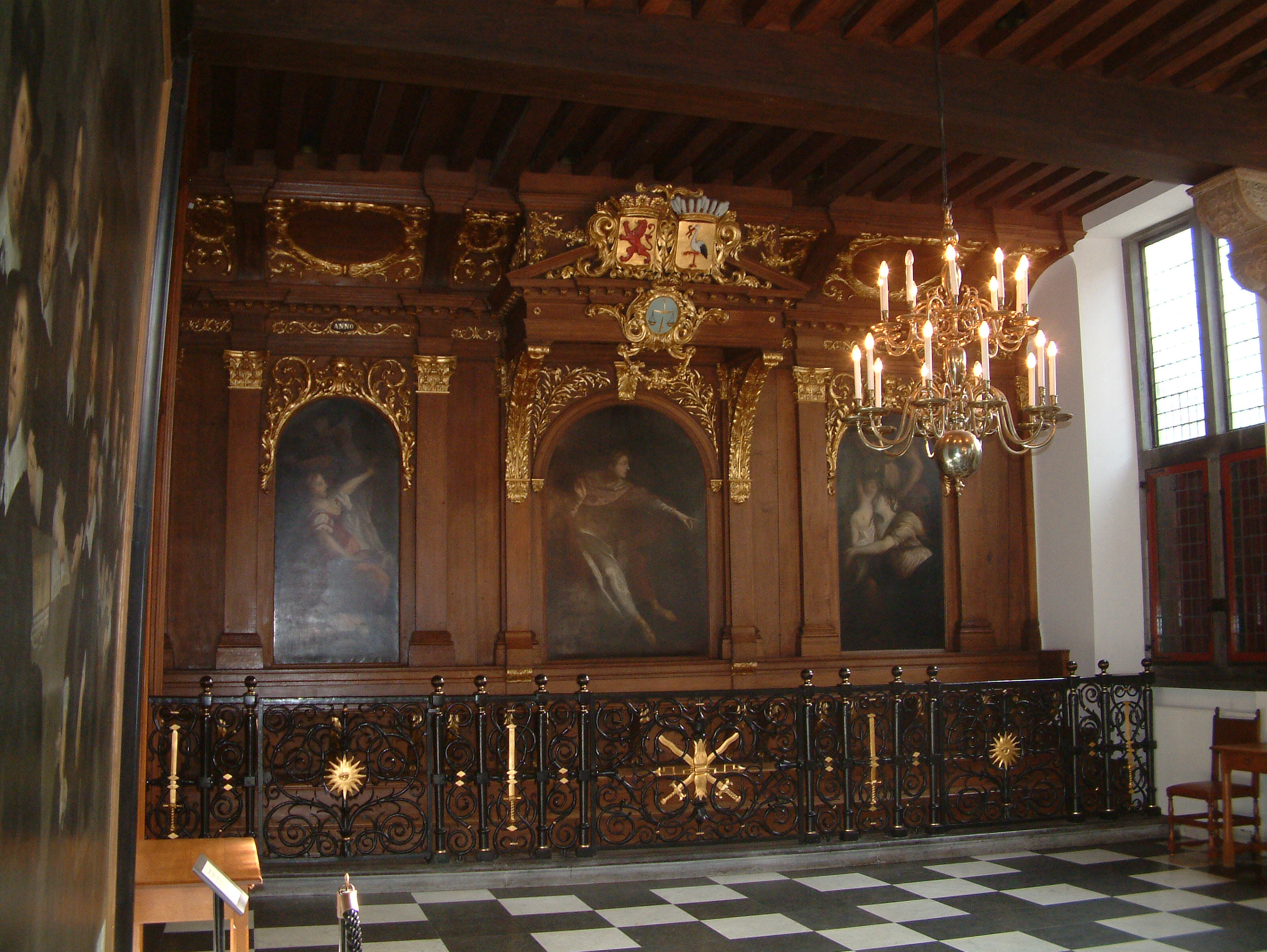
Schepenbank in de vierschaar van het oude stadhuis van Den Haag
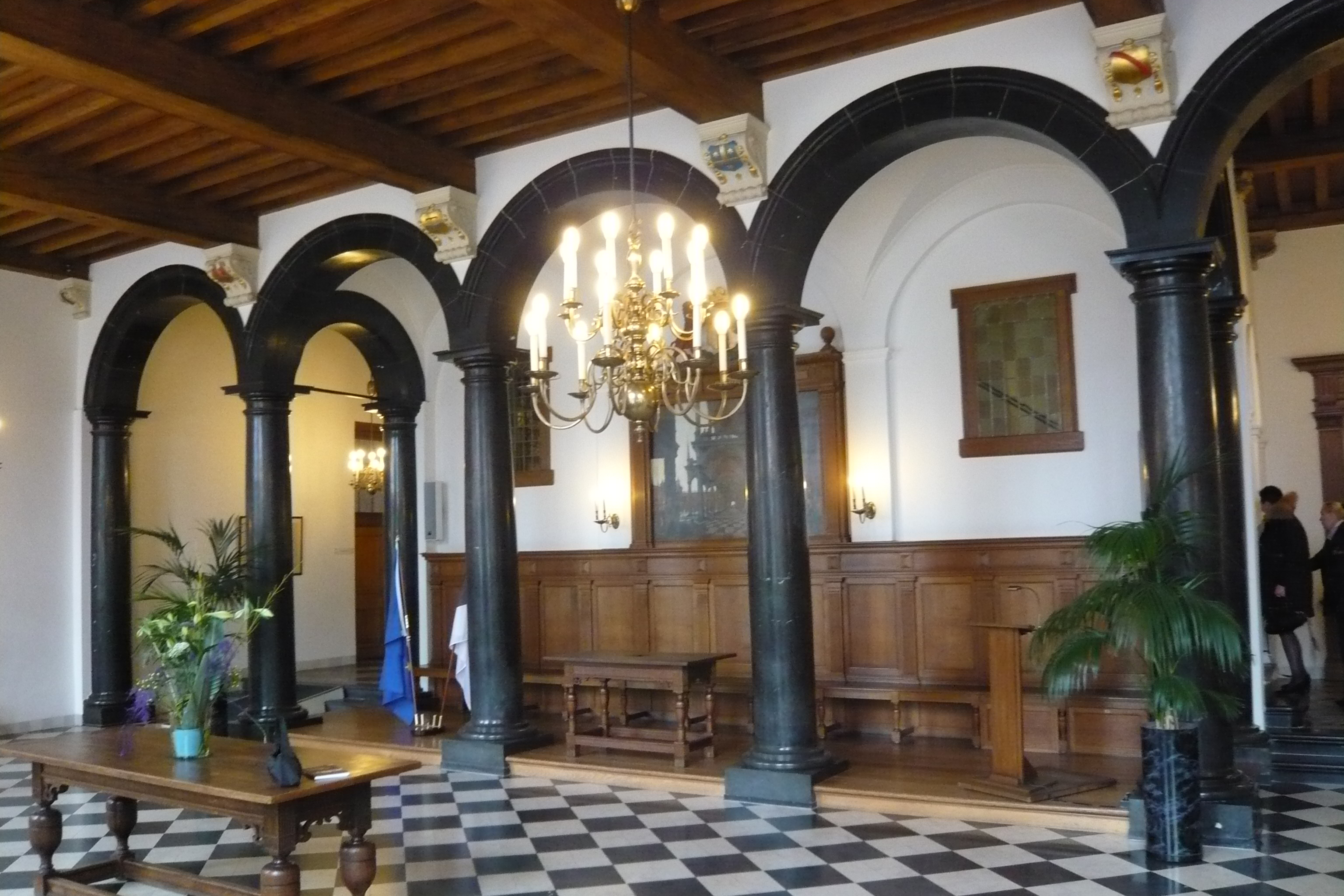
Vierschaar in het stadhuis van Delft
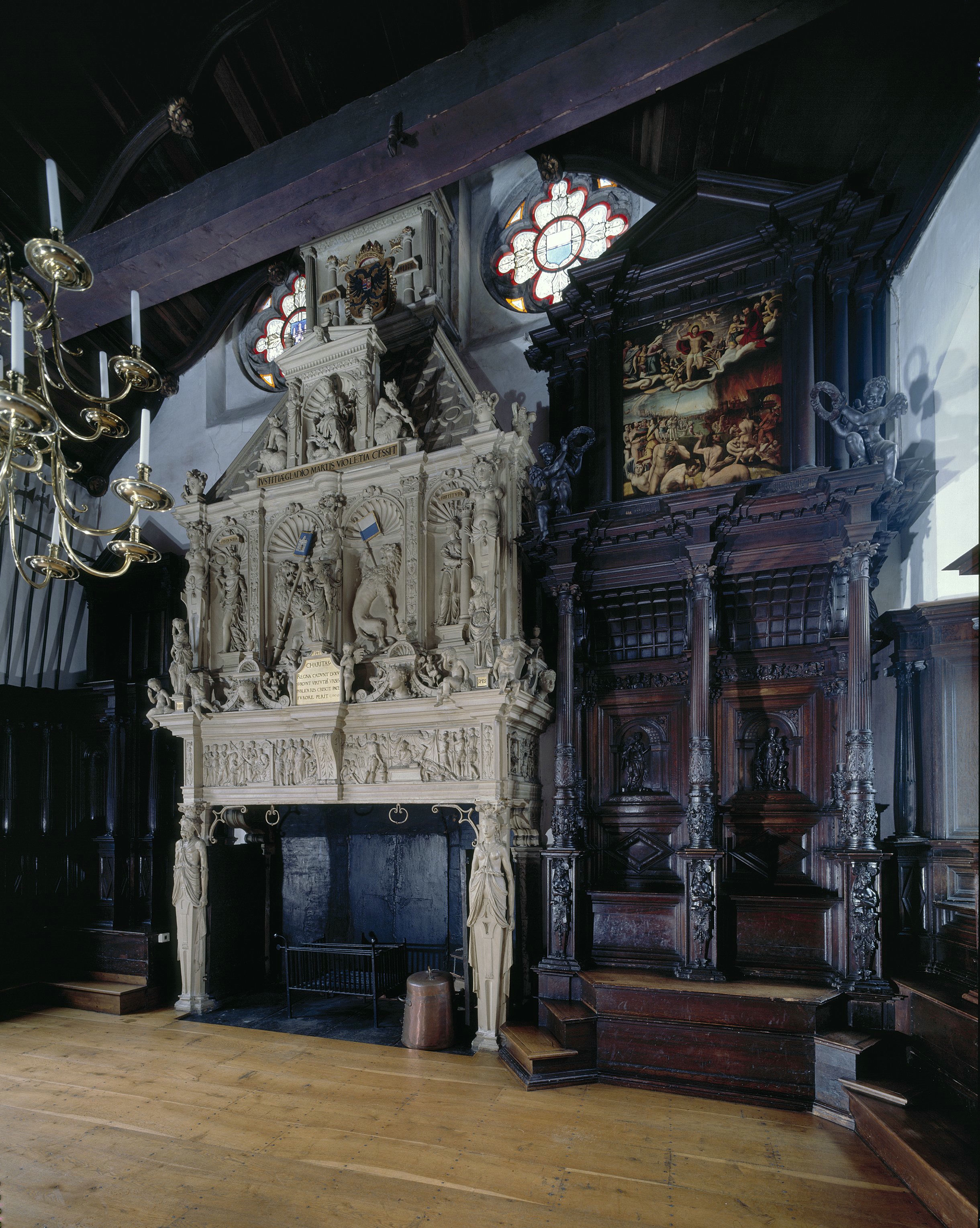
Schepenzaal in het oude stadhuis van Kampen

## Bekende 'deelnemers' aan de vierschaar
- Aelbert Cuyp (1620-1691) zetelde in de vierschaar.[8]
- Bartel Pegh werd op 10 juli 1715 door de vierschaar veroordeeld tot de dood met de strop voor het stelen van twee ossen. In Arendonk werd op de plaats waar de veroordeling werd uitgesproken een grote kei als monument geplaatst.[9]